# Tritocosmia rubea
Tritocosmia rubea là một loài bọ cánh cứng trong họ Cerambycidae.